# DubaiLand
Koordinaten: 25° 4′ 30″ N, 55° 21′ 50″ O
DubaiLand ist ein seit 2005 im Bau befindliches Urban Entertainment Center in Dubai, Vereinigte Arabische Emirate. Ab 2008 befand sich das Projekt im Baustopp, dieser wurde jedoch Mitte 2013 wieder aufgehoben. Nachdem der letzte Fertigstellungstermin mit 2020[veraltet]  geplant aber nicht eingehalten wurde, ist derzeit kein Fertigstellungstermin für das gesamte Projekt bekannt.

## Überblick
Auf insgesamt 140 km² ehemaliger Wüstenfläche soll DubaiLand täglich bis zu 200.000 Besucher anziehen.
DubaiLand ist in sieben Themenwelten unterteilt:
- Downtown: Dieser Komplex soll der internationale Shoppingbereich von DubaiLand werden.
- Eco-Tourism World: Diese Themenwelt umfasst tropische Biodome, Wüstensafaris in künstlicher Wadilandschaft sowie ein Wissenschafts- und Geschichtsmuseum. Auch eine computeranimierte Dinosaurier-Welt sowie ein künstlicher Regenwald sind geplant.
- Retail&Entertainment World: Eine weitere Themenwelt, in der Entertainment und Shopping im Vordergrund stehen, u. a. mit einem der größten Einkaufszentren der Welt, der Mall of Arabia mit über 1000 Geschäften und 35 Wolkenkratzern in der Umgebung.
- Attractions&Experience World: Dieser Themenpark soll das „Disneyland“ in DubaiLand werden. Er umfasst unter anderem das Dubai Riesenrad, den Wasserpark und Achterbahnen[2]. Außerdem wird Dubais Film City mit ca. 35 Filmsäalen dort untergebracht, wodurch Dubai zur größten Filmtheaterstadt in der Region werden will. Der Snowdome soll zu einem Wintersport-Freizeitpark unter einer riesigen Glaskuppel werden. Im Unterschied zum Ski Dubai soll es im Snowdome auch steile Pisten für anspruchsvolle Wintersportler geben.
- Dubai Sports City: Dieses 5 Quadratkilometer große Ensemble soll der olympiataugliche Sportkomplex von DubaiLand werden. Ab 2010 gibt es hier mehrere Golfplätze mit Villenumrahmung, zentrale Wohn- und Geschäftsquartiere, vier gigantische Stadien für unterschiedliche Verwendungen, vier professionelle Sportakademien für Tennis, Hockey, Schwimmen, Cricket und Fußball sowie eine Formel-1-taugliche Rennstrecke (Dubai Autodrome).
- Themed Leisure&Vacation World: Dieser Komplex bietet besondere Themenhotels als Übernachtungsgelegenheit. Das Konzept für Dubai Bawadi geht analog Las Vegas und Disneyland davon aus, dass viele Besucher oft ausschließlich für einen Aufenthalt in dieser abgesonderten Phantasiewelt jeweils für mehrere Tage aus aller Welt nach Dubai strömen.
- LEGOLAND Dubai: Das Legoland Dubai sollte 2011 innerhalb von Dubailand eröffnet werden.[3] Letztendlich wurde der Park aber 2016 in Dubai Parks and Resorts eröffnet.[4]

DubaiLand soll modular in vier Bauabschnitten erstellt werden. Der erste Abschnitt mit den notwendigen Infrastrukturmaßnahmen wurde 2008 abgeschlossen. Der gesamte Komplex DubaiLand soll fünf Milliarden US-Dollar kosten.

## City of Arabia
Die City of Arabia ist ein Teilprojekt des Gesamtprojekts DubaiLand, der erste Spatenstich fand am 4. Januar 2006 statt. Dieser Teil befindet sich im Zentrum von DubaiLand und nimmt mit einer Fläche von rund 18 km² nur einen kleinen Teil des Gesamtareals ein. Die City of Arabia ist eine durch Wolkenkratzer markierte „Stadt in der Stadt“. Sie soll Kliniken, Restaurants, Appartements, Schulen und Wohnungen für rund 40.000 Einwohner haben. Die Skyline sollen die Elite Towers bilden, insgesamt 34 Hochhäuser mit bis zu 60 Etagen, die weitere Restaurants, Wohnungen, Büros und Hotels beisteuern werden. Umgeben ist dieser Stadtteil von Grün- und Parkanlagen mit besonders großen künstlichen Wasserflächen. Um die Besucher schnell vom Dubai International Airport zur City of Arabia zu bringen, ist eine Linie der Dubai Monorail als direkte Verbindung eingeplant.
Ende August 2016 wurde in der City of Arabia der Freizeitpark IMG Worlds of Adventure eröffnet, zu diesem Zeitpunkt der größte Indoor-Themenpark der Welt.

## Mall of Arabia
Die Mall of Arabia ist ein im Bau befindliches Einkaufszentrum am Rande der City of Arabia, welches bei seiner geplanten phasenweisen Fertigstellung mit circa 2 Millionen m² Gesamtfläche (davon 1 Million m² Verkaufsfläche für knapp 2000 Geschäfte) das größte Einkaufszentrum der Welt werden soll. Der Komplex wäre damit etwa doppelt so groß wie die 2008 eröffnete Dubai Mall.